# Direction du musée du Louvre
Le musée du Louvre est créé en 1793 et il est dirigé à partir de 1802 jusqu'en 1968 par le directeur des Musées nationaux, de 1968 à 1992 par un directeur spécifique au musée puis à partir de 1992 par un président-directeur. Les collections du musée sont réparties autour des départements (huit actuellement) et la gestion du musée autour de directions de services (onze actuellement). Ces départements et directions sont rattachés à la direction du musée actuellement présidée par Laurence de Cars.

## Histoire
Le musée du Louvre est créé le 27 juillet 1793 sous le nom muséum central des Arts de la République, après sa fermeture pour cause de difficultés d'organisation il ouvre définitivement le 18 novembre 1793. À l'origine géré par le directeur des Musées nationaux, sa direction est confiée en 1802 au baron Vivant Denon. Le Louvre n'a pas eu de directeur propre avant 1968, André Parrot étant le premier à exercer cette fonction avec cependant des pouvoirs limités. En 1992, à la suite de la refonte du musée dans le cadre du projet du Grand Louvre, le statut du musée évolue en établissement public à caractère administratif à vocation culturelle (EPAC) après la publication du décret no 92-1338 du 22 décembre 1992 portant sur la création de l'Établissement public du musée du Louvre. Le statut de directeur général évolue alors en président-directeur, assumé à sa création par Michel Laclotte. Le statut d'Établissement public permet au musée du Louvre d'avoir une autonomie financière, d'une autonomie administrative (à l'égard de la direction des Musées de France), d'une autonomie en ce qui concerne la politique d'acquisition, de publication et d'exposition (à l'égard de la Réunion des Musées Nationaux) et d'une autonomie dans sa politique vis-à-vis du ministère de la Culture et de la Communication qui exerce sa tutelle.
Les missions du Louvre sont dans le cadre de son projet scientifique et culturel : conserver, protéger, restaurer et présenter au public ses œuvres, contribuer à l’acquisition de biens culturels pour enrichir les collections nationales, assurer l’accueil du public que ce soit dans le musée que dans les jardins, assurer l’étude scientifique de ses collections, encourager la formation et la recherche en histoire de l’art, muséographie et archéologie, gérer l’auditorium et sa programmation, préserver gérer et mettre en valeur ses biens immeubles, et conserver, protéger, restaurer et communiquer ses collections des bibliothèques et des documentations.
Le Louvre a aussi le droit de délivrer des autorisations d’occupation du domaine public à des personnes publiques ou privées, restaurants, magasins, etc., qui permettent de faire vivre financièrement le musée.
Le Conseil d’administration du Louvre comprend dix-neuf membres, le président de l’établissement (nommé en raison de ses compétences scientifiques pour une durée de trois ans), le directeur général des patrimoines, le secrétaire général du ministère chargé de la culture, le directeur du budget au ministère chargé du budget, le président de l’établissement public de la Réunion des musées nationaux, trois membres des corps des conservateurs généraux ou des conservateurs du patrimoine et trois représentants du personnel. Ce Conseil d’administration se réunit au moins trois fois par an et règle par ses délibérations les affaires de l’établissement (politique scientifique et culturelle, acceptation ou refus des dons et legs, etc).
En plus du budget alloué par l'État le musée du Louvre est financé par la billetterie, le mécénat auquel se rajoute, dans un cadre plus restrictif, le fonds de dotation du Louvre, le mécénat reste trop faible pour se substituer totalement à l'argent public.
En 2004 le musée Eugène-Delacroix a été rattaché à la direction du musée du Louvre. Il conserve une gestion propre tout en étant dirigé par un des conservateurs du Louvre.
Depuis l'arrivée d'Henri Loyrette comme directeur du musée, le Louvre devient label de prestige pour des projets culturels français (Louvre-Lens) ou étrangers (Émirats arabes unis : Louvre Abou Dabi).
En septembre 2021, Laurence de Cars devient la première femme à diriger le musée.

## Directeurs du musée du Louvre
Moins de dix ans après la création du musée du Louvre, sa direction est assurée par le directeur des Musées nationaux, le baron Vivant Denon. Depuis, le Louvre a connu vingt-six directeurs des Musées nationaux. La première femme a exercer cette fonction est Laurence des Cars nommée à ce poste en septembre 2021. À partir de 1945, ce titre évolue en directeur des Musées nationaux de France, qui devient la Réunion des musées nationaux et du Grand Palais des Champs-Élysées, en janvier 2011. À partir de 1968, la direction du Louvre est assurée par un directeur propre au musée du Louvre, mais ses pouvoirs sont cependant extrêmement limités. Il faut attendre 1992 pour que le Louvre, devenu établissement public administratif, ait à sa tête un directeur véritablement maitre des décisions du musée, avec le double titre de président et directeur.
Le président-directeur du Louvre est nommé par le président de la République pour un premier mandat de cinq ans, pouvant être reconduit deux fois pour une durée de trois ans à chaque fois. Jusqu'en 1993, il était obligatoirement choisi parmi les conservateurs des Musées nationaux. Depuis, il peut être choisi parmi des personnalités scientifiques reconnues, mais seuls des conservateurs du patrimoine ont été appelés à la direction. Le président-directeur désigne son administrateur général et son directeur de cabinet.
Un logement de fonction est attribué au président-directeur au pavillon de Flore du palais du Louvre.

### Liste des directeurs du musée du Louvre
- de 1802 à 1815 : baron Vivant Denon (1747-1825), directeur général du musée central des arts, puis musée Napoléon[6]
- de 1816 à 1841 : Comte Auguste de Forbin (1777-1841), directeur des Musées royaux. Directeurs adjoints de 1824 à 1828 : Honoré d'Albert, duc de Luynes (1802-1867)[7] ; puis de .... à 1841 : Alphonse de Cailleux, qui suit[8]
- de 1841 à 1848 : Alphonse de Cailloux, dit de Cailleux (1787-1876)[7]
- de 1848 à 1849 : Philippe-Auguste Jeanron (1805-1877)[9]
- de 1850 à 1852 : Émilien de Nieuwerkerke (1811-1891), directeur des Musées impériaux[9]
- de 1870 à 1874 : Frédéric Villot (1809-1875)[9]
- de 1874 à 1879 : Frédéric Reiset (1815-1891)[10]
- de 1879 à 1881 : Joseph-Henry Barbet de Jouy (1812-1896), administrateur[10]
- de 1881 à 1887 : Louis de Ronchaud (1816-1887)[11].
- de 1887 à 1904 : Albert Kaempfen (1826-1907), directeur des Musées nationaux[11]
- de 1904 à 1911 : Théophile Homolle (1848-1925), directeur des Musées nationaux[12]
- de 1911 à 1913 : Eugène Pujalet (1868-1916), directeur[13]
- de 1913 à 1919 : Henry Marcel (1854-1926), directeur[13],[14]
- de 1919 à 1926 : Jean Balluet d'Estournelles de Constant (1861-1949), directeur des Musées nationaux
- de 1926 à 1939 : Henri Verne (1880-1949), directeur des Musées nationaux
- de 1940 à 1944 : Jacques Jaujard (1895-1967), directeur des Musées nationaux
- de 1945 à 1957 : Georges Salles (1889-1966), 1er directeur des Musées de France
- de 1957 à 1960 : Edmond Sidet, directeur des Musées de France
- de 1960 à 1962 : Henri Seyrig (1895-1973), directeur des Musées de France
- de 1962 à 1968 : Jean Chatelain (1916-1994), directeur des Musées de France
- de 1968 à 1972 : André Parrot (1901-1980), directeur du musée du Louvre[15]
- de 1972 à 1978 : Pierre Quoniam (1920-1988), directeur du musée du Louvre
- de 1979 à 1983 : André Chabaud (1921-2019), directeur du musée du Louvre[16]
- de 1983 à 1985 : Jacques Mullender (1925-2009), directeur du Louvre[17]
- de 1986 à 1987 : Michel Delignat-Lavaud (1948), président-directeur
- De 1987 à 1994 : Michel Laclotte (1929-2021), président-directeur
- De 1994 à 2001 : Pierre Rosenberg, de l'Académie française (1936), président-directeur
- De 2001 à 2013 : Henri Loyrette (1952), président directeur
- De 2013 à 2021 : Jean-Luc Martinez (1964), président-directeur[18]
- Depuis 2021 : Laurence des Cars (1966)[19].

## Départements de conservation

### Organisation
Le musée du Louvre compte huit départements chargé de la conservation des œuvres. Ces départements dits « grands départements patrimoniaux » ont un rôle de conseil auprès des autres musées nationaux. Ce chiffre a évolué depuis la création du musée en 1793, si les départements d’origines sont les peintures et les antiquités grecques, étrusques et romaines, ils ont été enrichis par le département des arts graphiques, le département des antiquités orientales, le département des antiquités égyptiennes, le département des Sculptures, et le département des Objets d’art. En 2003 est créé le département, celui des arts de l’Islam, dont les salles sont inaugurées en 2012. Un neuvième département, consacré aux arts de Byzance et Chrétientés en Orient, est créé en 2022 et fait actuellement l’objet d’une mission de préfiguration, sous la direction de Maximilien Durand. L'ouverture des nouvelles salles est prévue à l'horizon 2026.
En 2024, le musée du Louvre compte neuf départements  :
- le département des peintures[21],
- le département des arts graphiques[22],
- le département des sculptures du Moyen Âge, de la Renaissance et des Temps modernes[23],
- le département des objets d'art du Moyen Âge, de la Renaissance et des Temps modernes[24],
- le département des antiquités grecques, étrusques et romaines[25],
- le département des antiquités égyptiennes[26],
- le département des antiquités orientales[27],
- le département des arts de l'Islam[28].
- le département des arts de Byzance et des Chrétientés en Orient (actuellement en préfiguration).

Chaque département est dirigé par un directeur de département. Deux fois par mois est organisé un « collège » composé de la direction du musée et des chefs des huit départements qui donnent leur avis sur des questions scientifiques et muséologiques, sur l’occupation des espaces pour des manifestations exceptionnelles et sur la politique culturelle de l’établissement .

### Antiquités égyptiennes
Le département des antiquités égyptiennes a été créé par décret en 1826 et inauguré le 15 août 1827 par Charles X. L'abréviation usitée pour désigner ce département est AE ou DAE. Le premier conservateur du département fut Jean-François Champollion (1790-1832), le père du déchiffrement de l'écriture hiéroglyphique.
Liste des conservateurs ayant dirigé le département des antiquités égyptiennes :
- de 1826 à 1832 : Jean-François Champollion (1790-1832)
- de 1832 à 1847 : Charles de Clarac (1777-1847)
- de 1847 à 1848 : Léon de Laborde (1807-1869)
- de 1848 à 1849 : Adrien Prévost de Longpérier (1816-1882)
- 1848 : Camille Duteil (1808-1861)
- de 1849 à 1872 : Emmanuel de Rougé (1811-1876)
- de 1873 à 1908 : Paul Pierret (1836-1916)
- de 1908 à 1926 : Georges Bénédite (1857-1926)
- de 1926 à 1939 : Charles Boreux (1874-1944)
- de 1940 à 1947 : Étienne Drioton (1889-1961)
- de 1948 à 1973 : Jacques Vandier (1904-1973)
- de 1973 à 1981 : Christiane Desroches-Noblecourt (1913-2011)
- de 1981 à 1992 : Jean-Louis Hellouin de Cenival (1927-2003)
- de 1993 à 2007 : Christiane Ziegler
- de 2007 à 2014 : Guillemette Andreu
- depuis 2014 : Vincent Rondot

### Antiquités grecques, étrusques et romaines
Le département des antiquités grecques, étrusques et romaines est avec celui des peintures le plus ancien du musée du Louvre. Projeté depuis la création du muséum central des Arts en 1793, il est inauguré le 9 novembre 1800 (18 brumaire an IX). D'abord département des antiques, puis des antiquités grecques et romaines, enfin des antiquités grecques, étrusques et romaines. L'abréviation usitée pour désigner ce département est AGER ou DAGER.
Conservateurs du département des antiquités grecques, étrusques et romaines :
- De 1799 à 1818 : Ennius Quirinus Visconti
- De 1818 à 1847 : Comte Charles de Clarac
- De 1870 à 1900 : Félix Ravaisson
- De 1919 à 1936 : Étienne Michon
- De 1945 à 1964 : Jean Charbonneaux
- De 1968 à 1975 : Noël Duval
- De 1975 à 1983 : François Villard
- De 1999 à 2007 : Alain Pasquier
- De 2007 à 2013 : Jean-Luc Martinez
- De 2013 à 2021 : Françoise Gaultier
- Depuis 2021 : Cécile Giroire[30]

### Antiquités orientales
Le département des antiquités orientales est issu du musée Assyrien du Louvre qui présentait - depuis 1847 et pour la première fois au monde - les monuments assyriens redécouverts grâce aux fouilles archéologiques de Khorsabad. Les vestiges découverts au cours des fouilles de Khorsabad sont d'abord associés aux autres "Antiques", c'est-à-dire principalement aux antiquités grecques et romaines. C'est en 1881, à la suite des fouilles de Tello et des progrès considérables dans la redécouverte de l'antiquité orientale auxquels la section du musée Assyrien contribuait activement, que le département des Antiquités orientales est créé officiellement par décret, prenant son indépendance administrative du département des "Antiques". L'abréviation couramment usitée pour désigner ce département est AO ou DAO.
Liste des conservateurs ayant dirigé le département des antiquités orientales (intitulé de 1886 à 1925 « département des antiquités orientales et de la céramique antique » et auquel fut rattachée la collection d'arts de l'Islam entre 1945 et 2003) :
- de 1881 à 1908 : Léon Heuzey (1831-1922), 1er conservateur[32],[33]
- de 1908 à 1910 : Eugène Ledrain (1844-1910)
- de 1910 à 1924 : Edmond Pottier (1855-1934)
- de 1925 à 1928 : François Thureau-Dangin (1872-1944)
- de 1928 à 1936 : René Dussaud (1868-1958)
- de 1937 à 1946 : Georges Contenau (1877-1964)
- de 1946 à 1968 : André Parrot (1901-1980)
- de 1968 à 1988: Pierre Amiet (1922 - 2021)
- de 1988 à 2005 : Annie Caubet
- de 2006 à 2015: Béatrice André-Salvini (1949-2020)
- de 2015 à 2021 : Marielle Pic
- Depuis janvier 2021 : Ariane Thomas

### Arts graphiques
Autrefois nommé Cabinet des dessins, la collection d'art graphique est rattachée jusqu'en 1989 au département des peintures. Depuis cette date le département des Arts graphiques constitue le septième département du musée du Louvre. L'abréviation usitée pour désigner ce département est AG ou DAG.
Au cours de la répartition des œuvres (peintures, sculptures et objets d'art) entre le Louvre et le musée d'Orsay, selon des critères chronologiques, le cabinet des dessins a fait exception. Le département des arts graphiques conserve la collection Edmond de Rothschild qui rassemble une collection exceptionnelle de gravures de plus de 40 000 estampes et d'environ 3 200 dessins.
Liste des conservateurs du cabinet des dessins :
- de 1797 à 1827 : Louis Morel d'Arleux (1755-1827), « gardien des dessins » de 1797 à 1802, 1er conservateur[34]
- de 1827 à 1850 : poste supprimé (les dessins sont à la charge du conservateur des peintures)[34]
- de 1850 à 1861 : Frédéric Reiset (1815-1891)[34]
- de 1861 à 1881 : poste supprimé (les dessins sont à la charge du conservateur des peintures)[34]
- de 1881 à 1886 : Pierre-Paul Both de Tauzia (1823-1888)[34].
- de 1886 à 1935 : poste supprimé (les dessins sont à la charge du conservateur des peintures)[34]
- de... à... : Gabriel Rouches
- de... à... : Jacqueline Bouchot-Sauique
- de 1968 à 1984 : Maurice Sérullaz
- de 1984 à 1988 : Roseline Bacou
- de 1988 à 2004 : Françoise Viatte
- de 2004 à 2013 : Carel van Tuyll van Serooskerken
- Depuis 2013 : Xavier Salmon

### Arts de l'Islam
Le département est créé en 2003. La collection, beaucoup plus ancienne, est issue des objets du département des Antiquités orientales ainsi que d'un dépôt du musée des Arts décoratifs. L'abréviation usitée pour désigner ce département est AI ou DAI. Les nouvelles salles du département ont officiellement été ouvertes le 22 septembre 2012.
Liste des directeurs du département des arts de l'Islam :
- de 2003 à 2006 : Francis Richard
- de 2006 à 2009 : Sophie Makariou (présidente par intérim)
- de 2009 à 2013 : Sophie Makariou
- de 2013 à 2022 : Yannick Lintz
- depuis 2022 : Souraya Noujaim

### Objets d'art
Les domaines couverts par ce département ont varié dans le temps et il s'est difficilement détaché des « antiques ». L'autonomie du département des objets d'art s'est faite entre 1855 et 1863. L'abréviation usitée pour désigner ce département est OA ou DOA.
Les nouvelles salles du département consacrées au mobilier français du règne de Louis XIV à la fin du règne de Louis XVI ont ouvert au public le 6 juin 2014.
Liste des conservateurs du département des objets d'art :
- de 1855 à 1863 : Horace de Viel-Castel (1802-1864)
- de 1863 à 1879 : Henry Barbet de Jouy (1812-1896)
- de 1879 à 1893 : Edmond Saglio (1828 – 1911)
- de 1893 à 1902 : Émile Molinier (1857-1906)
- de 1902 à 1923 : Gaston Migeon (1861-1930)
- de 1923 à 1933 : Jean-Jacques Marquet de Vasselot (1871-1946)
- de 1933 à 1940 : Carle Dreyfus (1875-1952)
- de 1941 à 1944 : Georges Fontaine (1900-1969)
- de 1945 à 1965 : Pierre Verlet (1908-1987)
- de 1965 à 1968 : Hubert Landais (né en 1921)
- de 1968 à 1972 : Pierre Verlet (1908-1987)
- de 1972 à 1979 : Francis Salet (1909–2000)
- de 1979 à 1981 : Léon de Groër (né en 1914)
- de 1982 à 2004 : Daniel Alcouffe (né en 1939)
- de 2004 à 2013 : Marc Bascou
- de 2013 à 2022 : Jannic Durand
- depuis 2022 : Olivier Gabet

### Peintures
Ce département est avec celui des Antiquités grecques, étrusques et romaines le plus ancien du musée du Louvre. Il occupe la plus grande surface du musée. L'abréviation usitée pour désigner ce département est DP.
Liste des conservateurs du département des Peintures :
- De 1802 à 1816 : Léon Dufourny (1734-1817)
- De 1816 à 1826 : Charles-Paul Landon (1760-1826)[35]
- De 1826 à 1846 : François Marius Granet (1775-1849)[35]
- De 1848 à 1861 : Frédéric Villot (1809-1875)[35]
- De 1861 à 1874 : Frédéric Reiset (1815-1891)[35]
- De 1874 à 1881 et de 1886 à 1888: Pierre-Paul Both de Tauzia (1823-1888)[35]
- De 1881 à 1886 : François-Anatole Gruyer (1825-1909)
- De 1888 à 1905 : Georges Lafenestre (1835-1919)
- De 1905 à 1918 : Paul Leprieur (d) (1860-1918)
- De 1918 à 1934 : Jean Guiffrey
- De 1934 à 1936 : Paul Jamot
- De 1936 à 1937 : Gabriel Rouchès
- De 1937 à 1951 : René Huyghe (1906-1997)
- De 1950 à 1966 : Germain Bazin (1901-1990)
- De 1966 à 1987 : Michel Laclotte (1929-2021)
- De 1987 à 1994 : Pierre Rosenberg (1936)
- De 1994 à 2003 : Jean-Pierre Cuzin (1944)
- De 2003 à 2014 : Vincent Pomarède (1959)
- Depuis 2014 : Sébastien Allard (1967)

### Sculptures
Le département des sculptures dépend à l'origine du Département des antiques (antiquités grecques, étrusques et romaines), mais a une certaine autonomie sous la Seconde République et le Second Empire. Puis il est uni au département des objets d'art de 1871 à 1893, dont il se sépare alors .
Liste des conservateurs du département des Sculptures :
- de 1848 à 1853: le comte Léon de Laborde (1807-1869)
- de 1863 à 1879 : Henry Barbet de Jouy (1812-1896)
- de 1879 à 1893 : Edmond Saglio (1828 – 1911)
- de 1893 à 1896 : Louis Courajod (1851-1896)
- de 1896 à 1920 : André Michel
- de 1920 à 1940 : Paul Vitry
- de 1940 à 1955 : Marcel Aubert[36]
- de 1955 à 1972 : Pierre Pradel
- de 1972 à 1973 : Jacques Thirion
- de 1973 à 1980 :
- de 1980 à 2004 : Jean-René Gaborit (1939)
- de 2004 à 2014 : Geneviève Bresc-Bautier (1948)
- depuis 2014 : Sophie Jugie

## Directions de services
À la Direction du musée du Louvre sont associées des directions de services dont le nombre a fluctué au cours des vingt dernières années. Les directions mises en place en 1992 ont fait l'objet d'une réorganisation en 2014.
En 2024, le musée du Louvre compte onze directions  :
- la direction de l’accueil du public et de la surveillance
- la direction de l'architecture, de la maintenance et des jardins
- la direction des ateliers d'art et de la présentation des collections
- la direction de l'auditorium et des spectacles
- la direction des études muséales et de l'appui à la recherche
- la direction des expositions et des éditions
- la direction financière, juridique et des moyens
- la direction de la médiation et du développement des publics
- la direction des relations extérieures
- la direction des ressources humaines
- la direction du soutien aux collections

Les directions sont l'élément central pour la gestion administrative et financière du musée mais aussi pour la gestion des espaces et du public. À la tête de chaque direction se trouve un directeur assisté par des adjoints, et des chefs de services. Certaines directions sont organisées en sous-directions.
L'agence comptable, le Fonds de dotation du musée du Louvre ainsi que le service prévention et sécurité incendie font également partie des services de l'établissement public du musée du Louvre.